# Numerismo

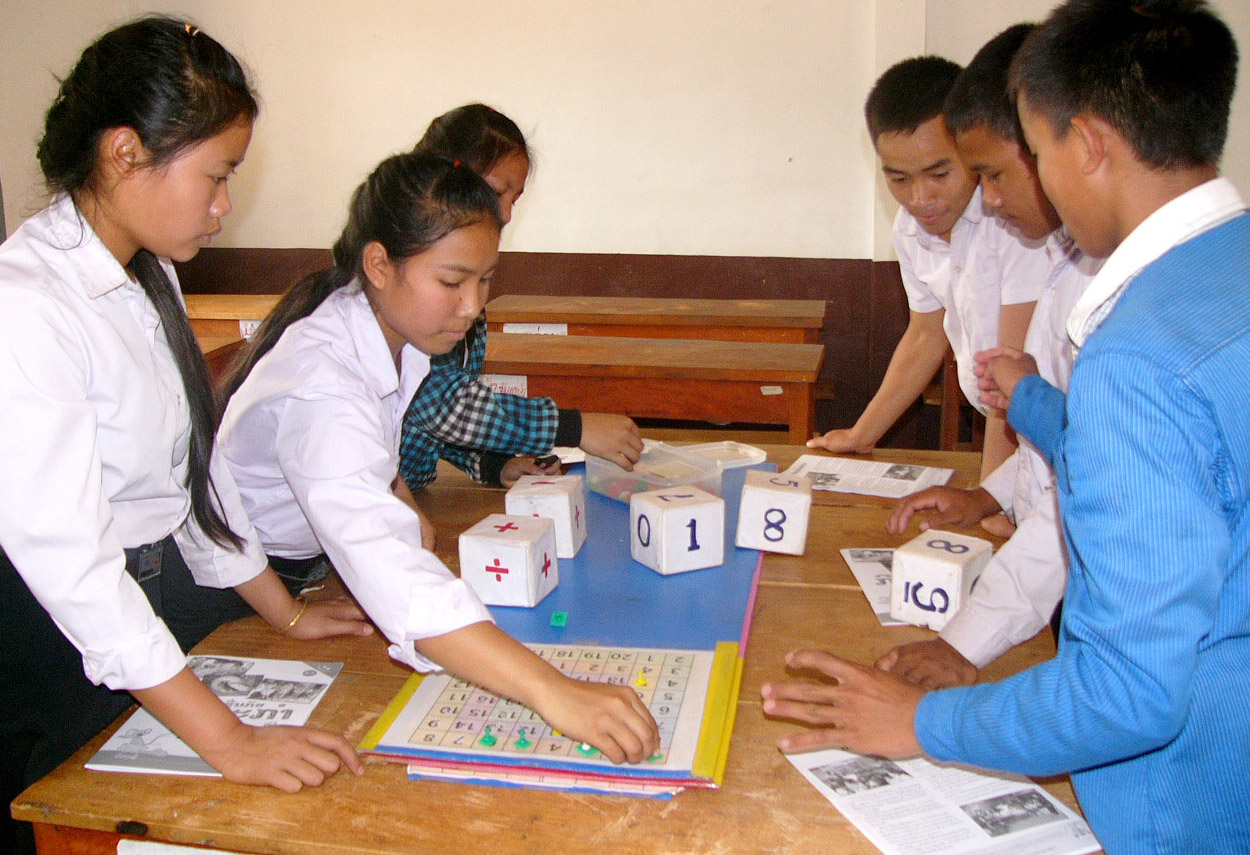
Niños laosianos se divierten a la vez que mejoran su numerismo con el juego "Bingo de números". Tiran tres dados e idean una combinación de operaciones aritméticas con los números que salen que dé como resultado alguno de los números que quedan por cubrir en el tablero de juego, intentando cubrir 4 en una fila.

El numerismo es la capacidad de razonar con conceptos numéricos sencillos y de aplicarlos. Las habilidades numéricas básicas consisten en la comprensión de las cuatro operaciones aritméticas fundamentales: adición, sustracción, multiplicación y división. Por ejemplo, si la persona puede entender ecuaciones matemáticas sencillas, como 2 + 2 = 4, entonces se considera que posee al menos conocimientos numéricos básicos. Otros aspectos sustanciales del numerismo también incluyen el sentido de los números (por ejemplo ¿es 473 mayor o menor que 374?), sentido de las operaciones, computación (el hecho de contar objetos, no el de usar computadoras), medición, geometría, probabilidad y estadística. Una persona numéricamente culta puede gestionar las demandas matemáticas de la vida (pagar impuestos, controlar sus gastos, etc.) y responder a ellas.
En cambio, el anumerismo (la carencia de numerismo) puede tener un impacto negativo en la persona que lo padece y en las sociedades donde es alto. El numerismo influye en las decisiones educativas, profesionales y aquellas que tienen consecuencias para la salud. Por ejemplo, el anumerismo distorsiona la percepción de riesgo en decisiones que afectan a la salud y puede condicionar negativamente elecciones económicas. «Un mayor numerismo ha sido asociado con menor susceptibilidad al efecto de enmarcado (una falacia del razonamiento utilizada para engañar), menor influencia de información no numérica —como estados de ánimo— y mayor sensibilidad a niveles diferentes de riesgo».
Casi todas las personas de inteligencia normal pueden adquirir alfabetización y numerismo con la escolarización habitual. Sin embargo, al igual que las personas que padecen dislexia tienen especiales dificultades para aprender a leer y escribir, las que padecen discalculia tienen dificultades especiales para aprender a manejar números, y pueden requerir enseñanza especial.

## Representación de números
Los humanos han evolucionado para, a partir de la observación del entorno, representarse mentalmente los números de 2 formas principales (distintas de la matemática formal).  Se considera a menudo que estas representaciones son innatas (véase Cognición numérica), compartidas por las diversas culturas humanas, e incluso con otras especies de animales, y no son el resultado de aprendizaje individual o transmisión cultural. Son:
1. Representación aproximada de la magnitud numérica, y
2. Representación precisa de la cantidad de elementos individuales.

Las representaciones aproximadas de la magnitud numérica implican que uno puede estimar y manejar relativamente una cantidad si el número es grande. Por ejemplo, un experimento mostró a niños y adultos matrices de muchos puntos, unas con más puntos que otras. Después de que las observaran brevemente, ambos grupos estimaron con exactitud el número aproximado de puntos. Sin embargo distinguir las diferencias entre grandes números de puntos les resultó más difícil.
Las representaciones precisas de distintos individuos demuestran que las personas son más precisas al estimar cantidades y al distinguir diferencias cuándo los números son relativamente pequeños. Por ejemplo, en un experimento, el investigador presentó un niño 2 pilas de galletas, una con 2 y la otra con 3. El investigador cubrió entonces cada pila con una taza. Cuando le daban a escoger una taza, el niño siempre escogía la taza bajo la cual había más galletas, porque podía ver la diferencia.
Ambos sistemas—representación aproximada de magnitudes grandes y representación precisa  de una pequeña cantidad de elementos—tienen capacidades limitadas. Ninguno permite representaciones de fracciones o números negativos. Las representaciones más complejas requieren aprendizaje expreso. Aun así los logros de un escolar en matemáticas se correlacionan con su sentido innato para los números.

## Definiciones y valoración
Las habilidades numéricas fundamentales (o rudimentarias) suponen entender la recta numérica, el tiempo, la medida y la estimación. Estas habilidades fundamentales incluyen habilidades básicas (la capacidad de identificar y entender números) y habilidades computacionales (la capacidad de realizar operaciones aritméticas sencillas y comparar magnitudes numéricas).
Habilidades numéricas más sofisticadas incluyen entender conceptos de ratio (especialmente fracciones, proporciones, porcentajes y probabilidades), y saber cuándo y cómo realizar operaciones de varios pasos. Otras 2 categorías de habilidades están incluidas en los niveles más altos: las habilidades analíticas (la capacidad de entender información numérica, como la requerida para interpretar gráficos) y las habilidades estadísticas (la capacidad de aplicar computación probabilística y estadística, como probabilidades condicionales).
Se han desarrollado varios tests para evaluar el numerismo y la capacidad de tomar decisiones sanitarias correctas basándose en los datos numéricos disponibles.

## Influencia de la primera infancia
Los primeros 2 años de la niñez están considerados como vitales para la adquisición posterior de numerismo y alfabetismo. Hay muchos factores clave en el desarrollo del numerismo a edad temprana, como  el estatus socioeconómico, la forma en que el padre y la madre crían a su hijo, el entorno de aprendizaje en el hogar, y la edad.

### Estatus socioeconómico
Los niños criados en familias de alto estatus tienden a realizar más actividades que refuerzan sus capacidades. Es más probable que estos niños adquieran las capacidades necesarias para aprender y estar más motivados para el aprendizaje. Más específicamente, se considera que el nivel de educación de la madre tiene efecto en las capacidades numéricas de su hijo. Esto es, las madres con un nivel alto de educación tenderán a tener niños a los que se les den mejor los números.

### Forma en que el padre y la madre crían a su hijo
Se sugiere que ambos padres ayuden a su hijo en ejercicios de aprendizaje sencillos, como leer un libro, pintar, dibujar o jugar con números. En un aspecto más expresivo, se recomienda a los padres utilizar lenguaje complejo (por ejemplo «Qué bien lo has hecho» es más complejo que «Muy bien»), responder más al niño, y establecer interacciones cálidas, pues se confirma que dan resultados positivos para el numerismo. Cuando se habla de comportamientos de crianza beneficiosos, se establece un bucle de retroalimentación, porque los padres están más dispuestos a interactuar con su niño, lo que promueve su mejor desarrollo.

### Entorno de aprendizaje en el hogar
Junto con el estatus y la crianza, un entorno de aprendizaje activo en el hogar aumenta la probabilidad de que el niño salga preparado para una escolarización matemática compleja. Por ejemplo, si un niño está influido por muchas actividades de aprendizaje en el hogar —como rompecabezas, libros para colorear, laberintos o libros con acertijos gráficos— entonces estará más preparado para afrontar las actividades escolares.

### Edad
Se tiene en cuenta la edad cuando se habla del desarrollo de las habilidades numéricas en la infancia. Los niños menores de cinco años tienen la mejor oportunidad de absorber las habilidades básicas. Después de los siete años la edad ya influye menos. Por ejemplo, se compararon las capacidades lectoras y numéricas de una muestra de niños de cinco y siete años, divididos en tres niveles diferentes (malas notas, notas medias y buenas notas), lo que hacía un total de seis grupos. Las diferencias en las cantidades de conocimientos retenidos eran mayores entre los 3 grupos de 5 años que entre los otros tres de siete años. Esto revela que, cuanto más joven eres, mayor es la probabilidad de que retengas más información, como el numerismo.

## Alfabetización
Parece haber una relación entre alfabetización y numerismo, que se puede ver en niños pequeños.  Dependiendo del nivel de alfabetización o numerismo a una edad temprana, se puede pronosticar el crecimiento de las habilidades lectoras o numéricas en el futuro.
Existen pruebas de que los humanos pueden tener un sentido innato de los números. 
Por ejemplo, en un estudio se mostraron 2 muñecas a bebés de cinco meses y luego se taparon con una pantalla. Las criaturas vieron al investigador sacar una muñeca de detrás de la pantalla. Sin que el bebé lo viera, un segundo investigador, oculto tras la pantalla, podía sacar o añadir muñecas. Cuando se levantaba la pantalla, los bebés mostraban más sorpresa ante un número inesperado (por ejemplo, si  todavía había 2 muñecas). Algunos investigadores han concluido que las criaturas eran capaces de contar, aunque otros lo dudan y aducen que lo que notaban los bebés era el área ocupada por las muñecas más que el número.

## Empleo
El numerismo tiene un impacto enorme sobre los empleos que una persona con él (o sin él) puede obtener. En un entorno de trabajo, el numerismo (o su falta) puede ser un factor decisivo que permita logros (o provoque fracasos). Muchas profesiones requieren manejar los números con soltura, por ejemplo: matemático, físico, contable, actuario, analista de riesgos, analista financiero, ingeniero o arquitecto. 
Incluso fuera de estas áreas especializadas, la carencia de habilidades numéricas puede reducir las oportunidades de empleo y promoción, obligando a la persona a realizar trabajos manuales, mal pagados o incluso abocarla al desempleo.
Por ejemplo, carpinteros y decoradores necesitan ser capaces de medir, usar fracciones, y manejar presupuestos.
Otro ejemplo de cómo el numerismo influye en el empleo se vio en el Instituto Poynter de periodismo.  Este instituto ha incluido recientemente el numerismo como una de las habilidades que necesita tener un periodista competente. Max Frankel, antiguo editor ejecutivo del New York Times, argumenta que «desplegar números hábilmente es tan importante en la comunicación como desplegar verbos». Es por desgracia evidente que los periodistas muestran a menudo escasas habilidades numéricas. En un estudio de la Sociedad de Periodistas Profesionales, el 58 % de solicitantes de trabajo entrevistados por directores de informativos carecían de una adecuada comprensión de materiales estadísticos.
Para evaluar a los solicitantes de un puesto, los psicólogos ocupacionales que estudian el numerismo han elaborado tests psicométricos de razonamiento numérico. Estos tests se usan con el fin de evaluar la capacidad del solicitante para comprender y aplicar números. A veces hay que realizarlos en un tiempo limitado, por lo que el solicitante necesita pensar deprisa y concisamente. La investigación ha mostrado que estas pruebas son muy útiles en evaluar a los solicitantes porque no les permiten prepararlas, a diferencia de una entrevista de trabajo, en la que el solicitante puede tener pensadas las respuestas a lo que le van a preguntar. Esto sugiere que los resultados de un solicitante son fiables y precisos.
Estos tests se popularizaron durante la década que comenzó en 1981, siguiendo el trabajo pionero de psicólogos como P. Kline. En 1986 P. Kline publicó un libro titulado "Un manual para la elaboración de tests: introducción al diseño psicométrico", en el cual explicó que dichos tests podían proporcionar resultados fiables y objetivos. Estos hallazgos pudieron usarse entonces para evaluar eficazmente las capacidades numéricas de un candidato.

## Innumerismo y discalculia
Innumerismo (del inglés innumeracy) es un neologismo acuñado por analogía con analfabetismo. Describe una carencia de la capacidad de razonar con números. El término fue acuñado por el científico cognitivo Douglas Hofstadter Sin embargo fue popularizado en 1989 por el matemático John Allen Paulos en su libro, que en español se tituló El hombre anumérico y que en el original inglés se titulaba Innumeracy: Mathematical Illiteracy and its Consequences. 
Como se ha explicado anteriormente, el anumerismo es diferente del innumerismo. El primero corresponde generalmente a la falta de formación matemática de la persona, y por tanto puede corregirse formándola. El segundo describe una falta de capacidad de manejar números aunque teóricamente la persona sí haya sido formada en ese aspecto. La diferencia entre anumerismo e innumerismo es análoga a la que existe entre analfabetismo y analfabetismo funcional.
La discalculia del desarrollo se refiere a una incapacidad persistente y concreta de una persona de inteligencia normal para el aprendizaje de habilidades numérico-aritméticas básicas. La acalculia, en cambio, es la pérdida de capacidades numéricas, que la persona antes sí tenía, debido a un daño cerebral (por ejemplo, un derrame).

## Patrones y diferencias
La raíz del innumerismo varía. Se ha observado en personas que tuvieron una educación deficiente y que en su infancia se vieron privados de oportunidades para desarrollar sus habilidades numéricas.
También se observa temporalmente en niños durante la transición desde las habilidades numéricas informales adquiridas antes de la escolarización hasta las nuevas habilidades formales que se enseñan en la escuela, debido a la falta de capacidad de su memoria para manejar todos los nuevos conocimientos. 
También se han observado patrones de innumerismo dependientes de edad, género y profesión. Los adultos de más edad presentan menor numerismo que los más jóvenes. Se ha identificado un mayor numerismo en los hombres que en las mujeres.  Algunos estudios parecen indicar que los jóvenes de origen africano tienen menor numerismo que los de otros orígenes. La publicación Tendencias en el estudio internacional de ciencias y matemáticas  (TIMSS por sus siglas en inglés) —para cuya elaboración se sometió en 2003 a tests de comprensión matemática (números, álgebra, patrones y relaciones) a niños de 10 a 11 años, y de 14 a 15 años, de 49 países— halló que los singapurenses en ambos tramos de edad mostraban el rendimiento más alto. Territorios como Hong Kong, Japón y Taiwán también compartían un numerismo alto. Las puntuaciones más bajas se dieron en países como Sudáfrica, Ghana, o Arabia Saudita. Otro hallazgo fue una diferencia notable entre chicas y chicos, con algunas excepciones. Por ejemplo, las chicas obtuvieron resultados significativamente mejores en Singapur, y los chicos, en los Estados Unidos.

## Teoría
Existe la teoría de que el innumerismo es más común que el analfabetismo cuándo se dividen las capacidades cognitivas en 2 categorías separadas. David C. Geary, un notable psicólogo cognitivo del desarrollo y la evolución de la Universidad de Misuri, acuñó los términos "capacidades biológicas primarias" y "capacidades biológicas secundarias ". Las primeras evolucionan con el tiempo y son necesarias para la supervivencia. Tales capacidades incluyen hablar una lengua común o conocimientos matemáticos sencillos. Las segundas se logran a través de experiencias personales y costumbres culturales, como leer o matemáticas de nivel alto aprendidas a través de escolarización. Alfabetización y numerismo son similares en el sentido de que ambas son habilidades importantes para utilizarlas en la vida. Difieren sin embargo en lo que mentalmente demanda cada una. La alfabetización consiste en adquirir vocabulario y capacidad para entender la gramática, lo que parece más estrechamente relacionado con la memorización, mientras que el numerismo implica manipular conceptos, como en cálculo o geometría, y se construye sobre las habilidades numéricas básicas. Esto podría ser una explicación de la dificultad de llegar al numerismo.

## Innumerismo y percepción del riesgo en decisiones que afectan a la salud
El numerismo sanitario se ha definido como «el grado en el que el individuo tiene la capacidad de acceder, procesar, interpretar, comunicar y actuar sobre la información sanitaria numérica, cuantitativa, gráfica, bioestadística y probabilística que dicho individuo necesita para tomar decisiones eficaces sobre su salud". El concepto de numerismo sanitario es un componente del concepto de alfabetización sanitaria. Numerismo sanitario y alfabetización sanitaria pueden concebirse como la combinación de habilidades necesarias para comprender el riesgo y tomar buenas decisiones sobre el comportamiento relacionado con la salud.
El numerismo sanitario requiere un numerismo básico, pero también habilidades analíticas y estadísticas más avanzadas. Por ejemplo, el numerismo sanitario necesita de la capacidad de entender probabilidades o frecuencias relativas en varios formatos numéricos y gráficos, y para comprender la inferencia bayesiana sin caer en los errores a veces asociados con este tipo de razonamiento (véase la Falacia de la frecuencia base). El numerismo sanitario también requiere entender términos con significados específicos para el contexto médico. Por ejemplo, aunque "supervivencia" y "mortalidad" son complementarios en el lenguaje común (quien sobrevive no muere) no ocurre así en medicina (quien ha sobrevivido 5 años a un cáncer puede luego morir de él). El innumerismo es también un problema muy común, que afecta a pacientes, médicos, periodistas y políticos, cuando se trata de la percepción del riesgo en comportamientos relacionados con la salud. Quienes carecen total o parcialmente de numerismo sanitario corren el riesgo de tomar decisiones sanitarias equivocadas debido a una percepción inexacta de la información. Por ejemplo, si una paciente ha sido diagnosticada de cáncer de mama y no posee numerismo sanitario, esto puede obstaculizar su capacidad para entender las recomendaciones de su médico o incluso la severidad del riesgo al que se enfrenta. Un estudio halló que las personas tendían a sobrestimar sus posibilidades de supervivencia o incluso a escoger peores hospitales. El innumerismo también dificulta o imposibilita a la lectura correcta de gráficos médicos. Algunos autores han distinguido la alfabetización en gráficos del numerismo. De hecho, muchos doctores muestran innumerismo cuando intentan explicar un gráfico o una estadística a un paciente. Un malentendido entre un doctor y un paciente debido a que cualquiera de los dos no maneja bien los números (o a que a ambos les pasa eso) puede resultar en graves consecuencias para la salud.
Diferentes formatos de presentación de información numérica, por ejemplo matrices de iconos de frecuencia natural, se han evaluado para facilitar la tarea de interpretarla tanto a las personas con bajo numerismo como a las de alto.